# Königsberg (1929)
 Königsberg – niemiecki lekki krążownik typu K z okresu II wojny światowej. Do 1935 służył w Reichsmarine, a następnie w Kriegsmarine.

## Historia
Okręt był budowany jako krążownik „B” lub Ersatz Thetis (w celu zastąpienia krążownika „Thetis”). Położenie stępki 12 kwietnia 1926 w stoczni w Wilhelmshaven, wodowanie 27 marca 1927. Okręt wszedł do służby 17 kwietnia 1929, zastępując wycofany równocześnie krążownik „Nymphe”. Dopiero jednak w październiku 1929 ostatecznie zakończył wszystkie próby i poprawki i opuścił stocznię, udając się w rejs do Hiszpanii. Po wejściu do służby, do lutego 1936 był okrętem flagowym Sił Rozpoznawczych i służył intensywnie do szkolenia, odbywając także rejsy na wodach europejskich. W lipcu 1934 razem z krążownikiem „Leipzig” wziął udział w pierwszej wizycie okrętów niemieckich w Wielkiej Brytanii po I wojnie światowej. W sierpniu 1935 złożył wizytę w Gdyni. Od 1936 przestał być okrętem flagowym Sił Rozpoznawczych i był wykorzystywany jako szkolny okręt artyleryjski. Na przełomie 1936 i 1937 pełnił na krótko służbę patrolową na wodach ogarniętej wojną domową Hiszpanii w ramach Komitetu Nieinterwencji (w rzeczywistości wspomagając blokadę Republiki). Podczas działania w sztormowych warunkach w rejonie Zatoki Biskajskiej kadłub okrętu został poważnie uszkodzony.
Z powodu wad połączeń spawanych na pokładzie w dziobowej części kadłuba, wokół przewodów kominowych i nadbudówek pojawiły się pęknięcia. W związku z uszkodzeniami dowództwo wydało zalecenie aby ograniczać prędkość jednostek tego typu w warunkach sztormowych i niezwłocznie zawijać do najbliższego portu. W związku z wadami wszystkie okręty typu miały przejść program modernizacji polegający na wzmocnieniu konstrukcji kadłuba i wymianie części wyposażenia. „Königsberg” miał zostać zmodernizowany w stoczni Howaldswerke w Kilonii w styczniu 1941.
Po wybuchu II wojny światowej, pierwszą operacją bojową „Königsberga” był udział w stawianiu min na Morzu Północnym od 3 września 1939 (operacja Westwall). Pierwszą poważniejszą operacją stał się atak na Norwegię w 1940 (operacja Weserübung). Miał on zająć Bergen, transportując 750 żołnierzy, w składzie 3. grupy, m.in. z krążownikiem „Köln”. Częściowo dzięki podstępowi Niemców, podających się za okręty brytyjskie, udało się im rankiem 9 kwietnia 1940 wysadzić żołnierzy. Jednakże „Königsberg” został następnie ostrzelany przez norweską baterię nadbrzeżną i trafiony trzema pociskami kalibru 210 mm, z których pierwszy uszkodził kotłownię, ograniczając prędkość okrętu.
Gdy pozostałe okręty grupy powróciły do Niemiec, uszkodzony „Königsberg” tymczasowo pozostał w porcie w Bergen w celu prowizorycznej naprawy. Jeszcze 9 kwietnia był zaatakowany tam przez norweski wodnosamolot Heinkel He 115, ale bomby upadły daleko. Następnie po południu okręt stał się celem dwóch nieskutecznych nalotów bombowców brytyjskich: 12 Wellingtonów z 9. i 115. Dywizjonu RAF oraz 12 Hampdenów z 50. Dywizjonu RAF. Został ostatecznie następnie rano 10 kwietnia 1940 zatopiony przy nabrzeżu przez brytyjskie bombowce nurkujące Blackburn Skua, startujące z bazy Hatston (HMS „Sparrowhawk”) na Orkadach, znajdującej się w odległości 530 km. W nalocie uczestniczyło 10 samolotów z 803. i 7 z 800. Dywizjonu FAA. Atak nastąpił o 7.18; okręt znajdował się w stanie gotowości, lecz samoloty wzięto początkowo za niemieckie. Okręt otrzymał sześć trafień bezpośrednich lub bardzo bliskich bombami wagomiaru 227 kg. Kilka bomb spadło za rufą lub na nabrzeże. Na pokładzie okrętu zginęło 18 marynarzy a 24 zostało rannych. O 9.51 okręt przewrócił się od nabrzeża na lewą burtę i zatonął. Był to pierwszy krążownik, który został zatopiony przez lotnictwo podczas II wojny światowej. Po ataku zginęła tylko jedna załoga z 803. Dywizjonu. W 1942 wrak został podniesiony i w 1943 wykorzystywany jako punkt cumowania U-Bootów. We wrześniu 1944 okręt ponownie przewrócił się do góry dnem. Złomowany po wojnie.
Pierwotnie to właśnie „Königsberg” miał rozpocząć ostrzał Westerplatte, lecz w ostatniej chwili zamieniono go na pancernik Schleswig-Holstein (1906).